# Tunnel de Sörnäinen
Le tunnel de Sörnäinen (finnois : Sörnäistentunneli) est un projet de tunnel routier passant sous Hermanninmäki à Helsinki en Finlande,.

## Présentation
Le tunnel doit relier au début des années 2030 les principales liaisons routières nord-sud, la route côtière d'Hermanni et à la route côtière de Sörnäinen.
Au nord, la rampe du tunnel est située près de Haukilahdenkatu à Hermanni, et la rampe du sud, est située au sud de Vilhonvuorenkatu à Sörnäinen.
Au total, le tunnel aura une longueur de 1,6 km,.

## Objectif
L'objectif du tunnel est de faciliter la circulation automobile entre le centre-ville d'Helsinki et la Lahdenväylä et en conséquence d'améliorer l'accessibilité du centre-ville.
Les prévisions de trafic sont d'environ 16 300 traversées du tunnel par jour en 2030 et d'environ 20 500 traversées quotidiennes en 2040,.
Le tunnel a été calculé pour permettre l'augmentation du nombre total de trajets en voiture dans le centre-ville, mais pour faciliter le vélo et la marche à pied dans la zone de Kalasatama.
Le conseil d'urbanisme d'Helsinki et le conseil municipal d'Helsinki  ont approuvé le  projet à l'automne 2021,.

## Coûts prévisionnels
L'estimation préliminaire des coûts du projet comprend les éléments suivants, y compris une provision de 25 %.
| Composant                                          | Coût     |
| -------------------------------------------------- | -------- |
| Sections de tunnel en béton                        | 74,9 M€  |
| Section du tunnel sous roche (793 m)               | 19,7 M€  |
| Transport vers la carrière                         | 2,0 M€   |
| Enlèvement et réception des terres, nettoyage      | 1,5 M€   |
| Réhabilitation de terrains contaminés              | 6,9 M€   |
| Systèmes et installations techniques du tunnel     | 6,3 M€   |
| Organisation de la circulation pendant le chantier | 1,5 M€   |
| Construction de rues                               | 11,2 M€  |
| Systèmes de gestion du trafic                      | 3,0 M€   |
| total                                              | 127,0 M€ |
| Provision de 25 %                                  | 31,8 M€  |
| Maîtrise d'ouvrage (12%)                           | 19,05 M€ |
| Total (TVA 0%)                                     | 177,8 M€ |